# Geheime Kamer
De Geheime Kamer (Engels: Chamber of Secrets) is een ruimte op Zweinstein, de toverschool uit de Harry Potterboekenreeks van J.K. Rowling.

## Legende of werkelijkheid
Van deze mysterieuze ruimte werd door het Zweinstein-bestuur eeuwenlang gedacht dat die alleen in een legende voorkwam en niet daadwerkelijk bestond. Vijftig jaar geleden werd echter de Geheime Kamer geopend door Marten Vilijn, maar men verdacht Rubeus Hagrid, een leeftijdsgenoot van Vilijn. Er kwam destijds een meisje om, Jammerende Jenny, doordat ze in de ogen keek van de basilisk die zich schuilhield (en houdt) in de kamer. De blik van een basilisk is alleen dodelijk wanneer men hem recht in de ogen aankijkt.

## De Geheime Kamer in de boeken
In het tweede schooljaar van Harry Potter vindt Harry de kamer doordat hij een sissende stem hoort en deze stem volgt. De stem blijkt toe te behoren aan de basilisk. De basilisk bevindt zich in de Geheime Kamer, en de kamer kan alleen worden geopend door een Sisseltong (iemand die Sisselspraak spreekt), zoals Harry Potter, Marten Asmodom Vilijn (Voldemort) en Zalazar Zwadderich. Voor Harry kan ingrijpen vallen er al enkele slachtoffers maar gelukkig geen dodelijke. Dat kwam doordat niemand recht in de ogen van de slang had gekeken, maar door middel van een spiegel, camera, et cetera. Wanneer Harry er uiteindelijk in slaagt om de kamer te betreden, moet hij daar met het zwaard van Goderic Griffoendor de slang verslaan om zo Ginny Wemel, het jongere zusje van zijn beste vriend Ron, te redden.
In Harry Potter en de Relieken van de Dood keren Ron en Hermelien terug in de kamer om tanden van de gedode basilisk te halen. Ze geraken in de kamer doordat Ron Harry nadoet, die hij door middel van Sisselspraak het medaillon van Zwadderich had horen openen. Met een tand konden ze de Beker van Huffelpuf, een Gruzielement, vernietigen.

## Geschiedenis
De kamer is gemaakt door Zalazar Zwadderich tijdens de bouw van de school, ruim 1000 jaar geleden. Zweinstein werd toen gesticht door de vier grootste magiërs van die tijd: Goderic Griffoendor, Rowena Ravenklauw, Helga Huffelpuf en Zalazar Zwadderich. Aanvankelijk werkten deze vier stichters harmonieus samen. Maar Zwadderich wilde een strengere toelatingsselectie gaan toepassen en alleen nog maar kinderen toelaten uit volbloed tovenaarsgezinnen. Hij vond dat onderwijs in de toverkunst tot deze groep beperkt moest worden. Na een hooglopend conflict met de andere drie besloot Zwadderich de school te verlaten. Voor hij vertrok maakte hij een geheime kamer. Hij verzegelde die zodat hij alleen kon worden geopend door zijn erfgenaam. Door middel van deze kamer kon hij er alsnog voor zorgen dat hij zijn zin kreeg: de basilisk zou alleen dreuzelkinderen vermoorden, en de volbloedjes in leven laten. Op deze manier zou de school worden "gezuiverd" van slecht bloed, zoals Zwadderich dat noemde.